# شوزینگ
شوزینگ (به آلمانی: Schwesing) یک شهر در آلمان است که در نوردفرایسلند واقع شده‌است. شوزینگ ۹۱۸ نفر جمعیت دارد.